# 绍梅尼勒
绍梅尼勒（法語：Chaumesnil，法語發音：[ʃomɛnil]）是法国奥布省的一个市镇，属于奥布河畔巴尔区。

## 地理
绍梅尼勒（48°21'37"N, 4°35'43"E）面积11.07 平方千米，位于法国大東部大區奥布省，该省份为法国中北部省份，北起马恩省，西接塞纳-马恩省，西南至约讷省，东南至科多尔省，东临上马恩省。
与绍梅尼勒接壤的市镇（或旧市镇、城区）包括：旧布列讷、拉谢斯、莫尔维利耶、珀蒂梅尼勒。

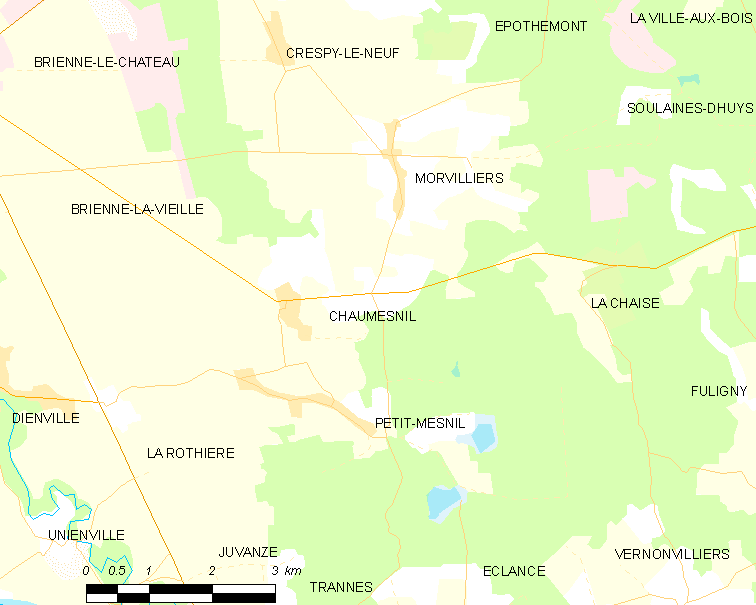
绍梅尼勒的OSM定位图

绍梅尼勒的时区为UTC+01:00、UTC+02:00（夏令时）。

## 行政
绍梅尼勒的邮政编码为10500，INSEE市镇编码为10093。

## 政治
绍梅尼勒所属的省级选区为奥布河畔巴尔县。

## 人口

1962-2008年间绍梅尼勒人口变化图示

绍梅尼勒于2022年1月1日时的人口数量为109人。